# ケビン・ロリンズ

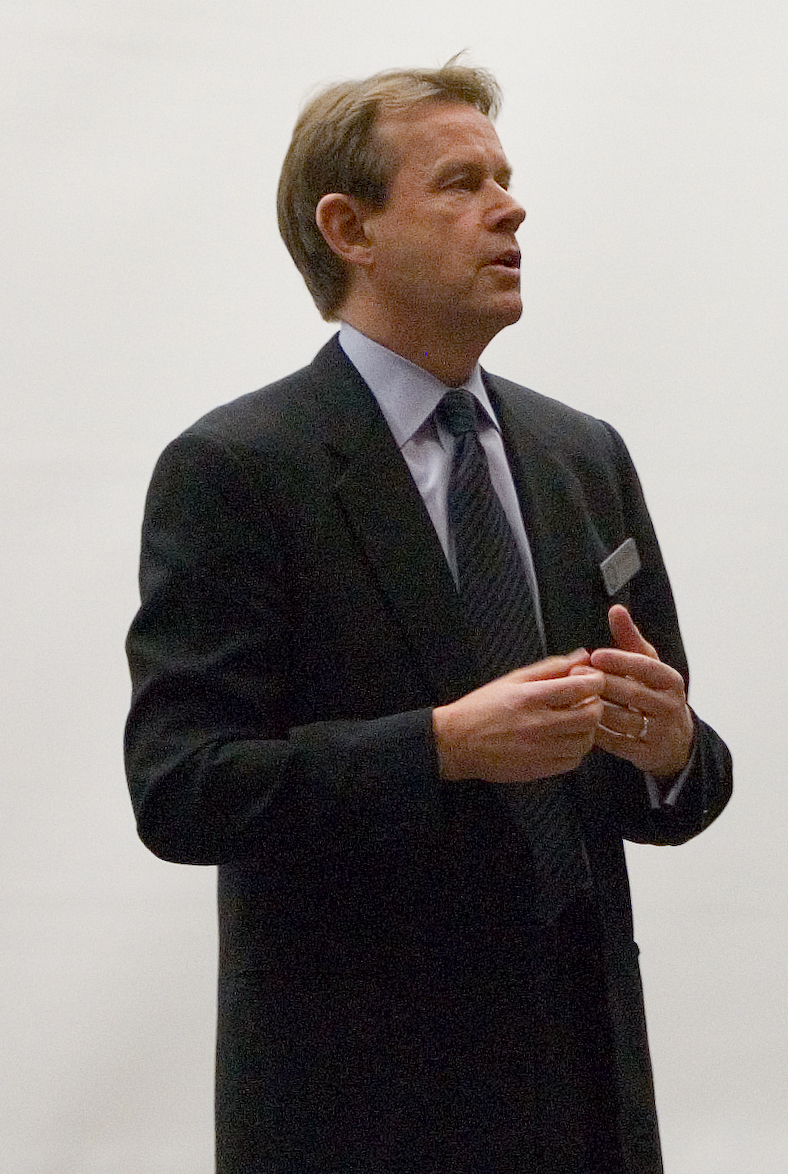
ケビン・ロリンズ

ケビン・ロリンズ（Kevin B. Rollins, 1952年11月15日 - ）は、元デル社長兼 CEO である。

## 来歴
ブリガムヤング大学で土木工学および人文学の学士号、経営学修士号を取得。大学理事長のリーダーシップ・カウンシルの委員を務めるとともに、自身が創設した同大学の Marriott School National Advisory Council の一員であり、E-コマース推進のためのロリンズ・センターのスポンサーも続けている。
1996年にデルに入社する以前はベイン&カンパニーに在籍し、ビジネス・経営戦略のスペシャリストとして、主にハイテク業界およびコンシューマー製品分野の企業に対するコンサルティングに従事。ベイン&カンパニー在籍中にデル社のビジネス戦略の開発に携った。2001年にデル社長兼 COO（最高執行責任者）に、2004年7月には CEO に就任。2007年1月末に辞職した。
2008年3月現在、TPG（テキサス・パシフィック・グループ）のシニア・アナリストに就任している。
ロリンズは、アメリカ合衆国大統領により貿易政策交渉の諮問委員に任命され、また、テクノロジー CEO カウンシル、および米国ビジネス・カウンシルのメンバーになっている。ロリンズはまた、American Enterprise Institute および Juvenile Diabetes Research Foundation にも参画している。